# Jonatan Chetboun
Jonatan Chetboun, neformálně Joni Chetboun (hebrejsky יונתן שטבון nebo יוני שטבון, Jonatan Šetbun, * 13. března 1979, Naharija), je izraelský politik a poslanec Knesetu za stranu Židovský domov.

## Biografie
Narodil se v Nahariji. Jeho rodiče pocházejí z Francie (sám Jonatan Chetboun nemá francouzské občanství, ale požádal o něj, přičemž po svém zvolení do Knesetu proces získání francouzského občanství zastavil, protože poslanec Knesetu nemůže mít dvojí občanství). Sloužil v izraelské armádě. Dosáhl hodnosti majora v průzkumné jednotce Egoz v Brigádě Golani. Bojoval v druhé libanonské válce. Víc než čtyři roky před vstupem do Knesetu byl propuštěn z aktivní služby. Vystudoval ješivu a získal bakalářský titul na Interdisciplinary Center v Herzliji. V roce 2013 se uvádí, že studuje MBA na Hebrejské univerzitě v Jeruzalémě. I po odchodu z armády se podílel na činnosti organizací na podporu ozbrojených sil a během Operace Lité olovo na přelomu let 2008-2009 organizoval mítinky na podporu izraelské armády. Je ženatý, má šest dětí. Žije v Jeruzalémě. V roce 2010 založil spolu s přáteli hnutí mladých náboženských sionistů Ra'ananim (רעננים) - Čerství, v jehož čele stojí. Od roku 2011 také vede poradenskou firmu v Jeruzalémě.
Ve volbách v roce 2013 byl zvolen do Knesetu za stranu Židovský domov. V polovině prosince 2014 stranu opustil pro ideologické rozpory (například v rozporu s postojem strany hlasoval proti trestání charedim, kteří se budou vyhýbat narukování do izraelské armády) a vstoupil do nově vzniklé strany ha-Am itanu, založené Eli Jišajem, který v minulosti zastával post předsedy strany Šas.